# Hrvatsko arheološko društvo
Hrvatsko arheološko društvo dobrovoljna je nevladina neprofitna, stručna, znanstvena i kulturna arheološka udruga koju su utemeljili hrvatski arheolozi radi probitaka arheološke baštine, struke i znanosti u Republici Hrvatskoj, a bez namjere stjecanja dobiti ili drugih gospodarski procjenjivih koristi.

## Povijest društva
Društvo je osnovano 1878. godine, nakon prestanka djelovanja Družtva za jugoslavensku poviest i starine. Aktivnosti je tada ograničilo na arheologiju, te promijenilo ime u Hrvatsko arkeologičko družtvo. Prvim predsjednik bio je Ivan Kukuljević Sakcinski, dopredsjednik don Šime Ljubić, a tajnik Izidor Kršnjavi. Predsjedanje je ubrzo preuzeo Ljubić, njegov idejni i stvarni začetnik. Društvo je 1879. pokrenulo Viestnik Hrvatskoga arkeologičkoga družtva (od 1896. Vjesnik Hrvatskog arheološkog društva, od 1958. Vjesnik Arheološkog muzeja u Zagrebu), stručni časopis kojemu je prvi urednik bio Š. Ljubić, a koji je u isto vrijeme bio i glasilo Narodnog arheološko-historijskog i prethistorijskoga muzeja (poslije Arheološki muzej).
Sredinom 20. stoljeća djelovanje je bilo ograničeno na aktivnosti Arheološkog društva Jugoslavije. U skladu s ondašnjim društvenim promjenama 1967. je u Zagrebu revitalizirano djelovanje Hrvatskog arheološkog društva. Najprije je to bilo u sastavu tada aktivnog Saveza arheoloških društava Jugoslavije, a poslije kao samostalni subjekt. Društvo je od tada organiziralo godišnje stručno-znanstvene skupove te organiziralo nakladničku djelatnost, posebno "Obavijesti Hrvatskog arheološkog društva" (od 1969. tri sveska godišnje) te serije "Izdanja Hrvatskog arheološkog društva" od 1975.

## Dosadašnji predsjednici
- Mate Suić (1967.-1969.)
- Marin Zaninović (1969.-1971.)
- Šime Batović (1971.-1973.)
- Željko Rapanić (1973.-1980.)
- Dasen Vrsalović (1980.-1981.)
- Božidar Čečuk (1982.-1988.)
- Ivan Šarić (1988.-1993., 2001.-2005.)
- Ante Rendić-Miočević (1993.-2001.)
- Hrvoje Potrebica (2005.-2013.)
- Jacqueline Balen (2013.-)

## Nagrade društva[4]
- "Don Frane Bulić" – nagrada za životno djelo (Dodjeljuje se arheolozima za vrhunska ostvarenja na području arheologije koja su pridonijela njezinu razvoju i ugledu u Hrvatskoj i inozemstvu.)
- "Josip Brunšmid" – godišnja nagrada (Dodjeljuje se za jednokratni prinos s područja arheologije odnosno za izložbu, konzervatorski rad, stručnu ili znanstvenu publikaciju, uvođenje novih metoda, uključivanje arheoloških spomenika u turističku ponudu i povećanje ugleda hrvatske arheologije u Hrvatskoj ili inozemstvu.)
- "Don Šime Ljubić" – nagrada za doprinos u radu Društva (Dodjeljuje se posebno djelatnim članovima Društva koji su pridonijeli razvoju, priznanju i ugledu hrvatske arheologije kroz djelatnost u Hrvatskom arheološkom društvu.)
- "Fra Lujo Marun" – nagrada za dostignuća na polju nacionalne arheologije (Dodjeljuje se za osobit prinos razvoju, priznanju i ugledu nacionalne arheologije, odnosno za stručnu ili znanstvenu publikaciju, izložbu ili arheološko istraživanje lokaliteta u području nacionalne arheologije)

## Vanjske poveznice
- Stranice HAD-a